# 漁村

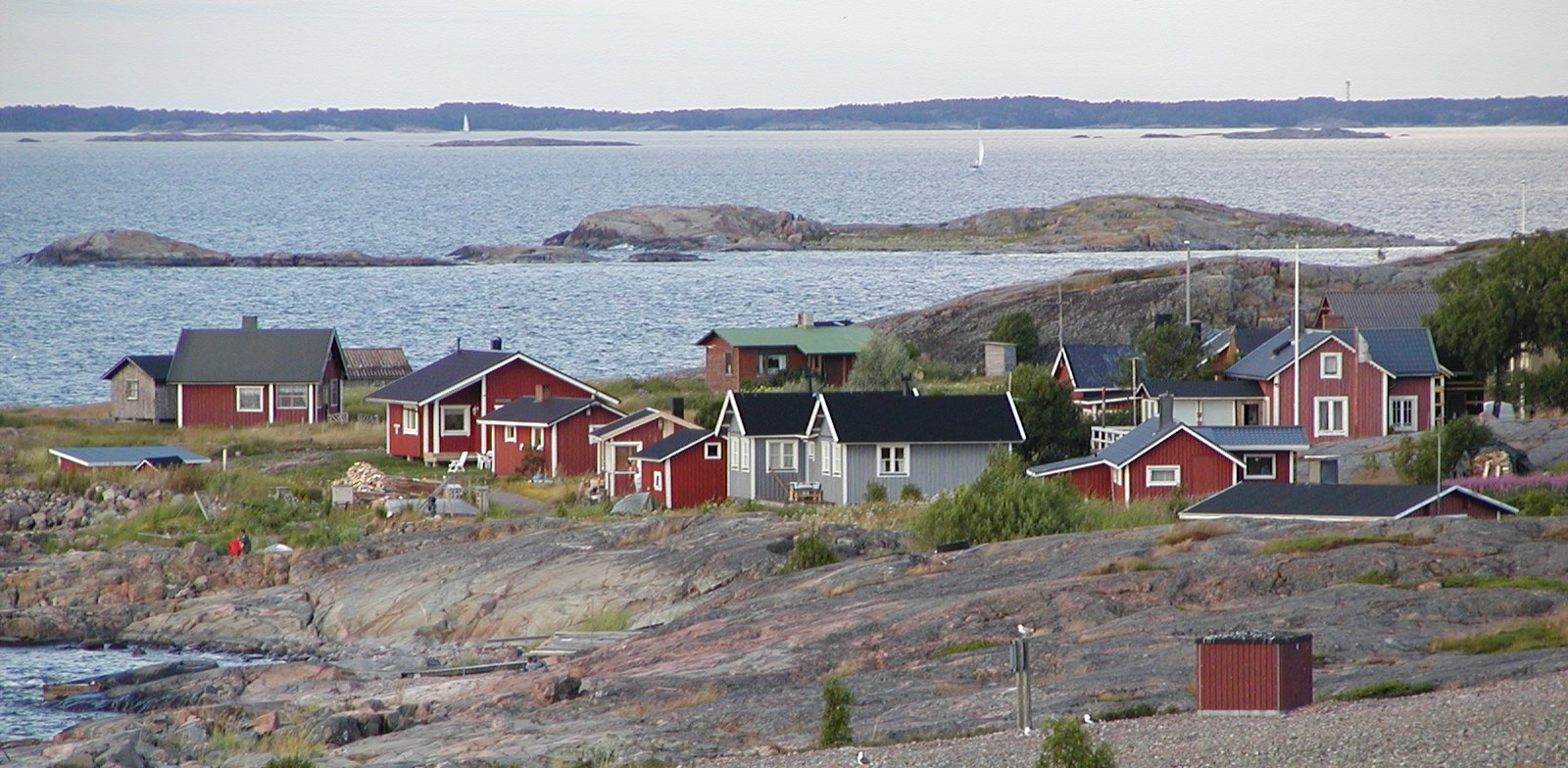
尤爾莫島上的漁村

渔村是指通常位于渔场附近的村庄，當地的漁民以捕鱼和捕撈海鲜为業。 从新石器时代开始，海岸线以及内陆湖岸线和河岸上就有不少渔村。沿海渔村通常位于一个小型天然港灣附近，漁民如果不出海捕魚，他們的船隻就停泊在漁村裡面。 